# 詹尼·米内尔维尼
詹尼·米内尔维尼（義大利語：Gianni Minervini，1966年10月21日—），意大利男子游泳运动员。他曾代表意大利参加世界游泳锦标赛，获得一枚银牌和一枚铜牌。他也曾参加1984年、1988年和1992年夏季奥运会。